# Înlocuitorii
Înlocuitorii (în engleză The Replacements) este un serial de animație creat de Dan Santat și produs Walt Disney Television Animation. Serialul a avut premiera pe Disney Channel pe 28 iulie 2006 și s-a încheiat pe 30 martie 2009. 
Premiera în România a avut loc pe 21 septembrie 2009 pe Disney Channel

## Plot
Începutul îi expune pe cei doi frați Todd și Riley care și-au trăit viața într-un orfelinat, fără să-și cunoască părinții lor biologici. Când curățau podeaua, ei au dat peste un anunț Flenco. Ei au comandat cu 1 dolar și 98 de cenți un telefon Flenco (care înlocuia orice persoană sau animal pe care ei și-o doreau) care le-a adus doi părinți: o femeie britanică, agent secret, numită Agent K și un tată numit Dick Daring. Când Todd și Riley voiau să înlocuiască pe cineva, ei îl sunau pe Conrad Fleem cu telefonul Flenco apăsând un buton special. Compania Flenco înlocuia imediat persoana respectivă cu altcineva pe placul lui Todd și sau a lui Riley.

## Personaje

### Todd
Todd Bartholomew Daring-Fleem - El e cel mai leneș, făcător de probleme și de asemeni egoist al familiei Daring. El are 11 și 12 în primul sezon, iar în Al doilea 13 și 14. El de obicei folosește telefonul Fleemco pentru o înlocui persoane. Cel mai bun prieten al lui este Jacobo. Într-episod , este prezentat că Todd are talentul la cântat și Riley, K și Dick. Au fost forțați să urmeze în Corul școlii, cu Shelton Klutzberry Gemenii și Todd iubește serialul Monkey Cop și joacă Gamecone (Parodia jocului GameCube). Urăște școala, învățatul și cititul ceea ce îl determină să înlocuiască bibliotecara în alt episod.

### Riley
Riley Eugene Daring-Fleem - Ea este cea mai mare,grijulie și de nădejde din familia Daring care adoră școala. Ea are 12 și 13 ani în primul sezon, iar în al doilea 14 și 15. Ea folosește în general telefonul Fleemco pentru a înlocui adulți nedrepți. Ea este o fată feminină care îi place să joace baseball, să cânte la vioară, caii,poneii, Hornet Hive Scouts, bomboane și orice formă de zahăr. La școală ea se ocupă în general de jurnalism. Ea este îndrăgostită de Johnny Hitswell, iar în sezonul 2 ei se combină. Riley are un prieten imaginar unicorn pe nume Rainbow Jumper. La școală ea este de nota 10. Ea preferă să cânte muzică country la vioară. Este un fan al lui Susie May, Dustin Dreamlake și J.J. Baker. Riley poate deveni foarte geloasă când Todd a făcut o avere din "Arta sa din gumă" și nu era alături de ea cu arta ei Unicorn. Riley iubește să citească și librăria. Când era mai mică ,Riley purta aparat dentar.

### Dick
Richard "Dick" Marion Daring  -  El este tatăl adoptiv a lui Riley și Todd. El este un fost cascador și muncește instant la noi trucuri. El se compară cu Evel Knievel. El este totodată imatur și are un ursuleț de pluș pe nume "Evel Bearnievel". El crede că M.A.Ș.I.N.Ă , dar ea nu îl vede la fel. Dick i-a cumpărat lui Riley un catâr numit Prince Cinnamon Boots în locul unui cal pe care și-l dorea. Ca Todd, Dick nu e deștept deloc.

### Agent K
Karen Jane "K" Mildred Daring - Agent K se compară cu Emma Peel și poate îți amintești de Anna Devane din telenovela:"Spitalul General". Ea este mama adoptivă a lui Riley și Todd care este o britanică și un super spion. Ea pare că nu prea îi pasă de copiii ei sau de soț, dar de fapt ea îi iubește foarte mult, chiar dacă le spune printr-o înregistrare video. Dacă ceva este terminat greșit, ea repară foarte rapid. Ea este văzută ca o bucătăreasă proastă. Ea muncește ca spion care o face foarte suspicioasă din orice care este cam ieșit din comun, gen paranoia. 

### C.A.R.T.E.R.
C.A.R.T.E.R. - C.A.R.T.E.R. aka C.A.R. este mașina de tehnologie înaltă cu un accent britanic. El poate să facă tot, dar niciodată nu face ceva pentru familia sa, în special nu pentru Dick. El îl numește pe Dick un prost , dar este și foarte indiferent cu el. El nu își dorește ca Dick să îl conducă doar în episodul London Calling, care era singura șansă să învingă.

### Conrad Fleem
Conrad Fleem - Conrad este patronul misterios al companiei Fleemco. El procesează cererile lui Todd și Riley când îl sună. El are o mustață foarte lungă. Fața lui nu a fost niciodată arătată înainte de episodul "Irreplaceble" ("De neînlocuit") când este arătat că mustața lui e roșie nu neagră. La sfârșit este arătat că Conrad este unchiul pierdut a lui Riley și Todd.

### Tasumi
Tasumi - 
Ea este prietena cea mai bună a lui Riley,care are trăsături japoneze și care este îndrăgostită de Jacobo, pe care l-a sărutat într-un episod.  Ea poartă un costum din metal care este comparat cu Robocop, dar în sezonul 2 nu îl mai poartă. Familia ei este o parte din echipa care luptă cu crima. (parodia serialelor Power Rangers/Super Sentai). Ea are o listă cu persoanele pe care le urăște. Sub armura ei, ea are părul negru și o față drăguță. N-a apărut nici o dată familia lui Tasumi.

### Buzz Winters
Buzz este un "aș vrea să fiu" bătăuș și arcul de răzbunare al lui Todd. El face deobicei glume proaste și apoi râde la ei spunând "Bună asta Buzz!" și "Trebuie sa le scriu pe ceva". În general el este un bătăuș normal.

### Abbey
Abbey - 
Ea este o altă prietenă bună a lui Riley. De asemeni ea urăște fetele populare gen Sierra , ea fiind văzută că vrea să fie ca ele și are obiceiul să îi spună lui Sierra că e cool, chiar dacă nu o crede așa. Părinții ei sunt foarte bogați. Ea este câteodată hipocritică. Ea are o soră mai mică pe nume Tiffany. N-au apărut nici o dată părinții ei.

### Shelton Klutzberry
Shelton - Shelton este tocilarul școlii. Lui îi este frică de fete și odată a avut o relație cu un star celebru. El are o prietenă imaginară pe nume Zelda. El se crede singur cool și le spune la alții tocilari. El devine foarte musculos și frumos când își dă ochelarii jos, dar nu este în avantajul lui deoarece nu poate purta lentile și trebuie să poarte niște ochelari grei. El vrea să fie oriunde Todd și Riley sunt și câteodată vrea să facă parte din grupul lor. Vocea lui este foarte asemănătoare cu faimosul comedian Jerry Lewis din filmul "The Nutty Professor". Când vorbește despre caracteristici sau acțiuni, el le clarifică spunând "cu" și adăugând o listă de adjective și efecte etc. de ex: "Victoria este a mea...cu câștigatul, și îndeplinirea scopului, și tragerea în fața ta!". Când este lovit, el spune "Hoigle!".

### Jacob Jacobo (HA-CO-BO)
Jacobo - Prietenul cel mai bun a lui Todd, care are genă de mexican (deoarece tricoul lui are culorile steagului Spaniei). Are o gură foarte amuzantă. Hacobo iubește cărțile misterioase și are un talent secret: cântatul. El o iubește pe Agent K. El se compară cu Fez din That '70s Show. El încearcă să câștige afecțiunea lui Agent K.N-a apărut nici o dată mama lui Jacobo.

### Johnny Hitswell
Johnny - El este afecțiunea lui Riley. Chiar dacă toate fetele îl plac, lui nu îi pasă, cu excepția anualelor felicitări Ziua Kumquatului. Lui îi place baschetul și baseballul care îl joacă în aceeași echipă cu Todd și Riley. Este adevărat că el o place pe Riley, deoarece a întrebat-o dacă vrea să iasă cu el și apoi a sărutat-o.

### Sierra McCool
Sierra - Ea este cea mai populară fată din școală și dușmanca lui Riley. Ea se bate constant cu Riley pentru afecțiunea lui Johnny Hitswell. În sezonul doi, când Riley și Johnny devin un cuplu, dragostea ei față de el persistă. Ea are două prietene gemene și un uriaș ego. Ea are părul lung și negru prins în coadă.Nu au apărut nici o dată părinții Sierrei.

### Directorul Cutler
Cutler - El este directorul școlii George Stapler. De când este din Alaska , el acceptă școala când zăpada e mare de când Todd și Riley l-au înlocuit. El este foarte sărac  și îi pasă de banii studenților (el salvează bani pt. o vacanță în Tahiti), de școală și de facultate.

### Prince Cinnamon Boots (Prințul Copite Cafenii)
Prince Cinnamon Boots (Prințul Copite Cafenii) - Acesta este animalul familiei Daring. Ei îl are de când Riley și-a dorit un cal alb. PCB are multe talente dar este uitat de multe ori de familia sa după ce Dick spune „Cred că am uitat ceva.”

## Difuzare
Serialul a fost difuzat în Statele Unite pe Disney Channel între 28 iulie 2006 și 30 martie 2009.

## Episoade
| Sezon | Sezon | Episoade | Difuzare originală | Difuzare originală |
| Sezon | Sezon | Episoade | Început            | Sfârșit            |
| ----- | ----- | -------- | ------------------ | ------------------ |
|       | 1     | 21       | 28 iulie 2006      | 29 octombrie 2009  |
|       | 2     | 31       | 10 martie 2008     | 30 martie 2009     |